# Erik Söderhielm
Knut Erik Wilhelm Söderhielm, född 7 maj 1871 i Valbo församling, Gävleborgs län, död 1 augusti 1953 i Oscars församling, Stockholms stad, var en svensk militär och riksdagsman. Han tillhörde ätten Söderhielm, var sonsons sonsons sonson till Lars Söderhielm och son till Wilhelm Söderhjelm samt svärfar till Henry Tottie.
Söderhielm blev underlöjtnant vid Hälsinge regemente 1889. Han avlade filosofie kandidatexamen vid Uppsala universitet 1893 och avgångsexamen från Krigshögskolan 1896. Söderhielm blev löjtnant vid regementet 1894 och övergick som sådan till generalstaben 1900. Han befordrades till kapten 1907, till major 1910, vid Svea livgarde 1912, till överstelöjtnant vid Värmlands regemente 1914 och till överste vid intendenturkåren och chef för intendenturstaben 1916. Söderhielm blev generalmajor i armén 1926, på övergångsstat samma år.
Söderhielm var ledamot av andra kammaren 1918–1921 för Lantmanna- och borgarpartiet, från Stockholms kommuns valkrets. Han ägde Långvinds bruk i Hälsingland.
Söderhielm invaldes som ledamot av Krigsvetenskapsakademiens andra klass 1913 och av dess första klass 1926. Han blev riddare av Svärdsorden 1910 och av Nordstjärneorden 1914 samt kommendör av andra klassen av Svärdsorden 1919 och kommendör av första klassen 1922.
Söderhielm blev 1918 den första ordföranden i klubben Brunkeberg. Han är begravd på Norra begravningsplatsen utanför Stockholm.